# Alvise Zichichi
Alvise Zichichi (ur. 4 lipca 1938 w Mediolanie, zm. 21 czerwca 2003 w Rzymie) – włoski szachista i działacz szachowy, mistrz międzynarodowy od 1977 roku.

## Kariera szachowa
Od połowy lat. 60 do połowy 80. XX wieku należał do ścisłej czołówki włoskich szachistów. Pomiędzy 1966 a 1986 r. siedmiokrotnie reprezentował narodowe barwy na szachowych olimpiadach. Wielokrotnie startował w finałach indywidualnych mistrzostw Włoch, największy sukces odnosząc w 1985 r. w Arcidosso, gdzie zdobył złoty medal. Oprócz tego dwukrotnie (1973, 1985) zdobył medale brązowe. W 2000 r. zwyciężył w rozegranych w Lomaso mistrzostwach kraju "weteranów" (zawodników powyżej 60. roku życia).
Odniósł kilka sukcesów w turniejach międzynarodowych, m.in. dz. III m. w Reggio Emilii (1969/70, za Sergio Mariottim, wspólnie z Mario Bertokiem i Júliusem Kozmą), dz. I m. w Reggio Emilii (1974/75, wspólnie z Orestesem Rodríguezem Vargasem), III-IV m. w Rzymie (1976), III-V m. w Eksjö (1976), I m. w Catanzaro (1979) oraz III-V m. w Atenach (1979).
Był organizatorem wielu turniejów, m.in. jedenastu edycji międzynarodowych turniejów w Rzymie. W latach 1996–2002 pełnił funkcję prezydenta Włoskiej Federacji Szachowej. Przez wiele lat był również redaktorem włoskiego czasopisma Scacchitalia.
Najwyższy ranking w karierze osiągnął 1 stycznia 1986 r., z wynikiem 2405 punktów dzielił wówczas 4-5. miejsce wśród włoskich szachistów.